# 棕翅歌百灵
棕翅歌百灵（学名：Mirafra assamica），是百灵科歌百灵属的一种，分布于印度、缅甸、孟加拉国、不丹和尼泊尔。该物种的保护状况被评为无危。
棕翅歌百灵的平均体重约为26.2克。栖息地包括干燥的稀树草原、亚热带或热带的（低地）干燥疏灌丛和亚热带或热带的（低地）干草原。